# Paulo César Chávez
Paulo César „Tilón” Chávez Quirarte (ur. 7 stycznia 1976 w Guadalajarze) – meksykański piłkarz występujący na pozycji prawego lub środkowego pomocnika, reprezentant Meksyku, trener piłkarski.
Jego syn Mateo Chávez również jest piłkarzem.

## Kariera klubowa
Chávez urodził się w Guadalajarze i jest wychowankiem tamtejszego klubu Chivas de Guadalajara. Do seniorskiej drużyny został włączony w wieku 17 lat przez szkoleniowca Alberto Guerrę. W meksykańskiej Primera División zadebiutował 12 grudnia 1993 w wygranym 2:0 domowym meczu z Pueblą. Pierwszą bramkę w najwyższej klasie rozgrywkowej zdobył 16 marca 1994 w wygranym 1:0 spotkaniu domowym z Monterrey. Podstawowym graczem Guadalajary został podczas sezonu 1996/1997. Wtedy też, w wiosennych rozgrywkach Verano 1997, zdobył z Chivas tytuł mistrza Meksyku. W wygranym 6:1 drugim meczu finałowym z Toros Neza strzelił jedną z bramek dla swojej drużyny. W sezonie Invierno 1998 wywalczył za to z Guadalajarą tytuł wicemistrzowski.
Latem 2000 Chávez odszedł do drużyny Monterrey. Od razu został podstawowym piłkarzem zespołu i pozostał nim przez następne dwa lata. W rozgrywkach Clausura 2003 Monterrey z Chávezem w składzie wywalczył tytuł mistrzowski, jednak wtedy urodzony w Guadalajrze zawodnik nie był ważnym ogniwem prowadzonego przez Daniela Passarellę zespołu – wystąpił w ośmiu meczach, nie strzelając żadnej bramki.
Po czterech latach spędzonych w Monterrey Chávez został zawodnikiem kolejnego meksykańskiego klubu, Toluki, gdzie w ciągu roku rozegrał 26 meczów w lidze meksykańskiej. Latem 2005 podpisał umowę ze swoim macierzystym CD Guadalajara, gdzie jednak występował głównie w rezerwach i w Primera División pojawiał się na boisku zaledwie trzykrotnie.
Jesień 2006 Chávez spędził na wypożyczeniu w Monarcas Morelia. Nie wystąpił jednak ani razu w meczu pierwszej drużyny i grał w drugoligowych rezerwach klubu. W rozgrywkach Apertura 2008 reprezentował barwy spadkowicza z Primera División, Veracruz. W styczniu 2009 na zasadzie półrocznego wypożyczenia dołączył do drugoligowego Club León, natomiast latem tego samego roku został piłkarzem Necaxy. W zespole z siedzibą w mieście Aguascalientes był podstawowym graczem wyjściowej jedenastki i dwa razy z rzędu (sezony Apertura 2009 i Bicentenario 2010) wywalczył z nim mistrzostwo drugiej ligi meksykańskiej, co zaowocowało awansem do Primera División. W najwyższej klasie rozgrywkowej Chávez także grał w podstawowym składzie Necaxy, jednak już po roku spadł z nią z powrotem do Liga de Ascenso.
Latem 2011 Chávez został wypożyczony do CD Irapuato, również występującego na zapleczu najwyższej klasy rozgrywkowej Meksyku.
| Sezon   | Klub                        | Kraj   | Rozgrywki        | Mecze | Bramki |
| ------- | --------------------------- | ------ | ---------------- | ----- | ------ |
| 1993/94 | CD Guadalajara              | Meksyk | Primera División | 7     | 1      |
| 1994/95 | CD Guadalajara              | Meksyk | Primera División | 3     | 0      |
| 1995/96 | CD Guadalajara              | Meksyk | Primera División | 7     | 0      |
| 1996/97 | CD Guadalajara              | Meksyk | Primera División | 34    | 6      |
| 1997/98 | CD Guadalajara              | Meksyk | Primera División | 35    | 7      |
| 1998/99 | CD Guadalajara              | Meksyk | Primera División | 42    | 4      |
| 1999/00 | CD Guadalajara              | Meksyk | Primera División | 39    | 4      |
| 2000/01 | CF Monterrey                | Meksyk | Primera División | 35    | 3      |
| 2001/02 | CF Monterrey                | Meksyk | Primera División | 34    | 8      |
| 2002/03 | CF Monterrey                | Meksyk | Primera División | 9     | 0      |
| 2003/04 | CF Monterrey                | Meksyk | Primera División | 25    | 1      |
| 2004/05 | Deportivo Toluca            | Meksyk | Primera División | 26    | 0      |
| 2005/06 | CD Guadalajara              | Meksyk | Primera División | 3     | 0      |
| 2006/07 | Monarcas Morelia            | Meksyk | Primera División | 0     | 0      |
| 2006/07 | CD Guadalajara              | Meksyk | Primera División | 0     | 0      |
| 2007/08 | CD Guadalajara              | Meksyk | Primera División | 0     | 0      |
| 2008/09 | Tiburones Rojos de Veracruz | Meksyk | Liga de Ascenso  | 11    | 0      |
| 2008/09 | Club León                   | Meksyk | Liga de Ascenso  | 16    | 0      |
| 2009/10 | Club Necaxa                 | Meksyk | Liga de Ascenso  | 43    | 4      |
| 2010/11 | Club Necaxa                 | Meksyk | Primera División | 27    | 0      |
| 2011/12 | CD Irapuato                 | Meksyk | Liga de Ascenso  |       |        |

## Kariera reprezentacyjna
W 1997 roku Chávez został powołany przez selekcjonera Manuela Lapuente na turniej Copa América. W seniorskiej reprezentacji Meksyku zadebiutował w pierwszym meczu w tej edycji południowoamerykańskich rozgrywek, 13 czerwca 1997 w wygranej 2:1 konfrontacji z Kolumbią. Na Copa América zawodnik Guadalajary rozegrał pięć spotkań, nie strzelając gola, natomiast meksykański zespół zajął trzecie miejsce.
W tym samym roku Chávez wziął udział w Pucharze Konfederacji rozgrywanym w Arabii Saudyjskiej. Wystąpił tam w dwóch meczach, natomiast Meksyk odpadł w fazie grupowej.
Pierwszego gola w reprezentacji narodowej Chávez zdobył 9 listopada 1997 w zremisowanym 3:3 spotkaniu z Kostaryką, wchodzącym w skład eliminacji do Mundialu 1998, na który ostatecznie Meksyk się zakwalifikował. Zawodnik znalazł się w szerokiej kadrze na światowy czempionat, jednak nie pojechał z drużyną na MŚ do Francji.
W 1999 roku Chávez znalazł się w składzie na Copa América, gdzie, podobnie jak przed dwoma laty, Meksyk odpadł w półfinale, wygrywając w meczu o trzecie miejsce. Piłkarz Guadalajary trzykrotnie pojawiał się wówczas na boisku. W tym samym roku pojechał z kadrą narodową na towarzyskie turnieje do Hongkongu, Korei Południowej oraz Stanów Zjednoczonych.